# رش مهبطي
الرش المهبطي أو الرشرشة هي عملية يجري فيها لفظ الذرات  من مادة صلبة لدى تعريضها إلى قذف من جسيمات عالية الطاقة. عادةً ما تستعمل هذه العملية من أجل ترسيب الأغشية الرقيقة، بالإضافة إلى التنميش وتقنيات تحليلية أخرى.

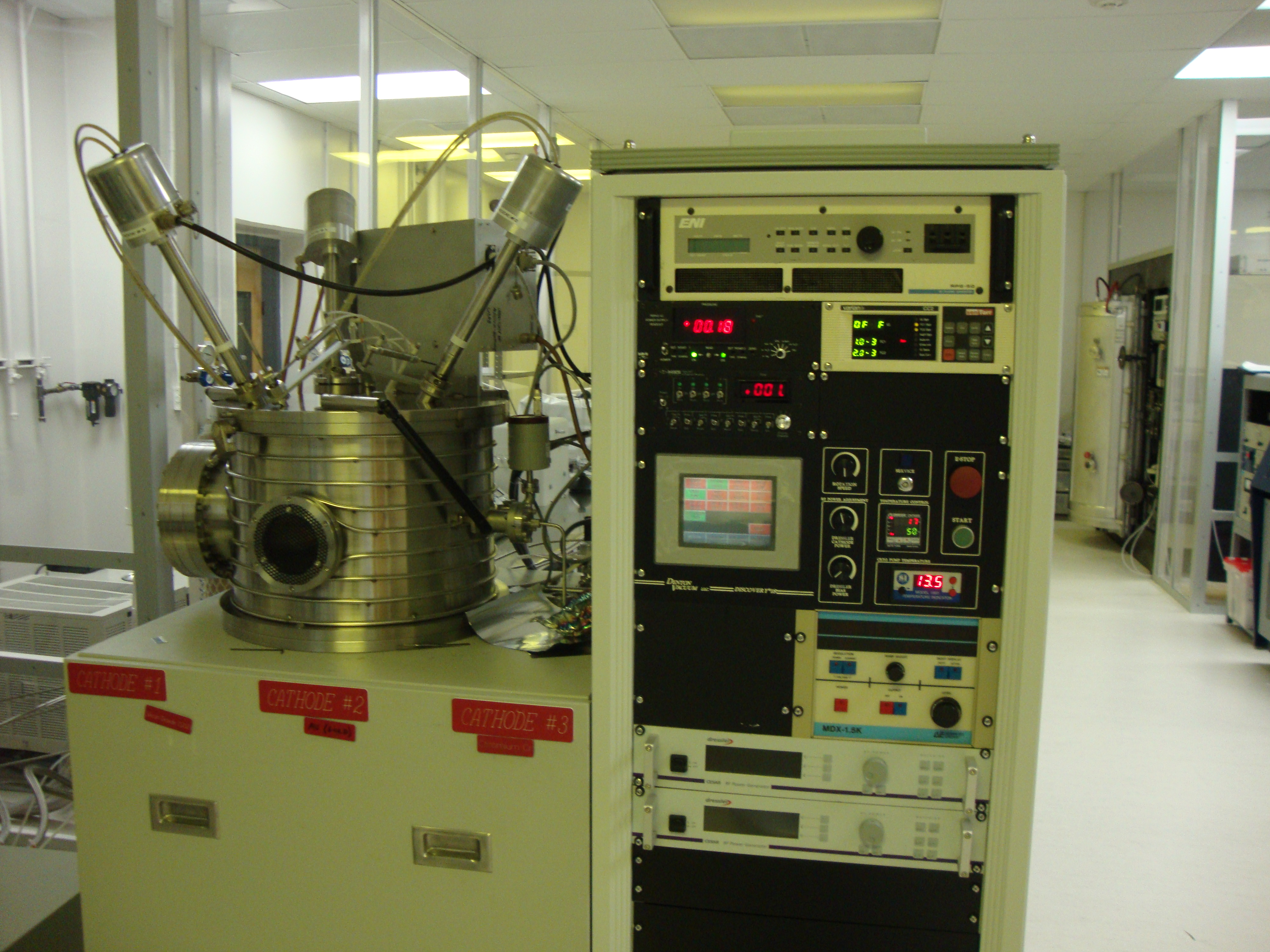
جهاز رش مهبطي تجاري

## فيزياء الرش المهبطي
يعتمد المبدأ الفيزيائي للرش المهبطي على تبادل العزم بين الأيونات والذرات في المادة المستهدفة نتيجة حدوث التصادم.
عندما يلتقي الأيون الصادم مع الذرات تنشأ تعاقبات التصادم (Collision cascades) في المادة الهدف. عندما يرتد هذا التعاقب ويصل إلى سطح المادة الهدف بطاقة أعلى من طاقة ارتباط السطح، فإن ذرة من ذرات السطح يمكن أن تلفظ. إن متوسط عدد الذرات التي يمكن أن تلفظ من مادة هدف ما نتيجة أيون صادم يسمّى مردود الرش المهبطي، وهو يعتمد على زاوية الأيون الصادم وطاقة الأيون وكتلته وعلى نوع الذرة المستهدفة وطاقة ارتباطها بالسطح. بالنسبة للمواد البلورية فإن توجه محاور البلورة بالنسية إلى السطح يمكن أن يكون مؤثراً.
يمكن الحصول على الأيونات الصادمة بواسطة العديد من الطرق، مثل البلازما، أو عن طريق معجل جسيمات أو مواد مشعة لجسيمات ألفا.
يعد نموذج ثومبسون التحليلي أحد النماذج لوصف عملية الرش المهبطي على شكل نظام متسلسل للأهداف المسطحة اللابلوية.